# Franky Gee

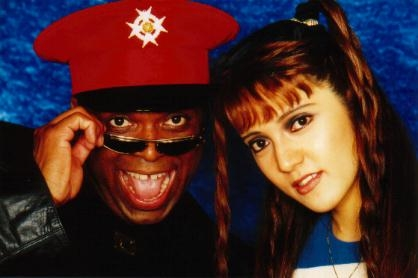
Franky Gee (links im Bild)

Franky Gee (* 19. Februar 1962 in Havanna, Kuba; † 22. Oktober 2005 in Palma, Spanien; eigentlich Francisco Alejandro Gutierrez) war ein US-amerikanischer Sänger und Rapper, der als Kopf des Musikprojekts Captain Jack einige Erfolge verbuchen konnte.

## Leben
Franky Gee wurde auf Kuba geboren, wuchs jedoch in den USA auf, weil seine Eltern kurz nach seiner Geburt nach Miami emigriert waren. Mit dem Berufswunsch Pilot studierte er zunächst Flugzeugbau, unter anderem aus finanziellen Gründen beendete er das Studium nicht. Er wechselte zur Armee und diente Mitte der 1980er Jahre einige Zeit in Deutschland. Nach seiner Entlassung aus der Armee blieb er in Deutschland. Er wurde zunächst Versicherungsagent und arbeitete später an der Frankfurter Börse. Obwohl er als Börsenhändler erfolgreich war, war der Drang nach einer Umorientierung zur Musik stärker und so gründete er zusammen mit Freunden das Dance-Music-Projekt Westside und veröffentlichte die Single Oh Well, die es nicht in die Charts schaffte.
1995 trat er dem Projekt Captain Jack bei, dem noch die Produzenten Udo Niebergall und Richard Witte sowie die Sängerin Liza da Costa angehörten. Das Image des Projekts ist eine Anspielung auf den bei der Armee vorherrschenden Drill. Charakteristisch für Captain Jack war die Kombination von Dance-Rhythmen mit Rap, den sie selbst Drill Instructor Style nannten. Gee trug bei öffentlichen Auftritten der Band eine blau-rote Fantasieuniform.
Ihre erste Single Captain Jack wurde 1995 veröffentlicht; wenig später erschien das erste Album The Mission. 1996 war das populärste Jahr für Franky Gee und Captain Jack. Ihre Single Soldier, Soldier war ein beachtlicher Erfolg, ebenso ihre Deutschlandtournee.
Anfang 1997 ebbte der Drill Instructor Style wieder ab, die Single Together And Forever konnte nicht mehr an den Erfolg der vorhergegangenen Single anknüpfen.
1998 gründete er seine eigene Plattenfirma FMI-Records.
1999 profilierten sich Captain Jack auch als Produzenten, indem sie zusammen mit den Gipsy Kings in Austin, Texas den Sommerhit Get up! produzierten, eine Coverversion des Stückes A Banda von Chico Buarque, das in Deutschland vor allem in der Version Zwei Apfelsinen im Haar der französischen Sängerin France Gall bekannt ist.
Am 7. Juli 2002 erlitt Franky Gee einen schweren Schlaganfall und kam ins Krankenhaus. Er lag drei Tage im Koma, seine linke Körperhälfte war infolgedessen gelähmt. Nach einem wochenlangen Krankenhausaufenthalt wurde er vollständig genesen wieder entlassen. In dieser Zeit wurden sämtliche Promotion-Termine abgesagt.
2003 hatte Captain Jack mit dem Stück Viva la Vida ein Comeback, und 2005 feierten Captain Jack ihr zehntes Bühnenjubiläum. Seine letzte Single erschien kurz vor seinem Tod unter dem Titel Capitano.
Am 17. Oktober 2005 brach Franky Gee gegen 23:30 Uhr bei einem Essen in Palma de Mallorca zusammen und lag ab dem 19. Oktober erneut im Koma. Er starb am 22. Oktober 2005 im Alter von 43 Jahren in einer Klinik in Palma de Mallorca an den Folgen einer Hirnblutung. Franky Gee hinterließ fünf Kinder.